# 団茶
団茶（だんちゃ）とは、蒸した茶葉を臼で搗いて固めて作られる固形茶。紅茶・緑茶などを煉瓦状に固形化して作られるものは磚茶（たんちゃ）とも呼ばれる。

## 概要

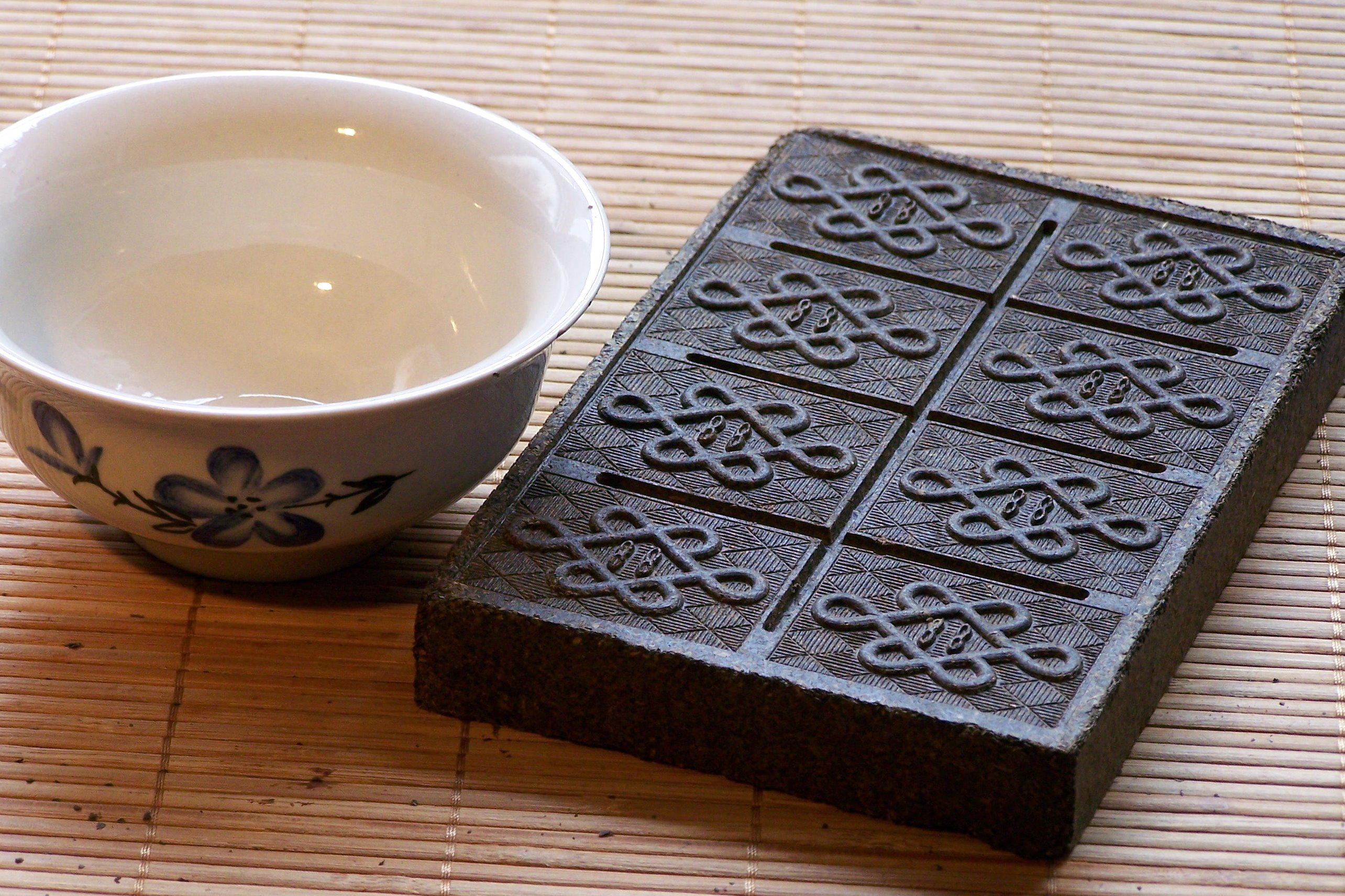
磚茶

今日、団茶は様々な種類の茶を加工した固形茶の総称となっており、「団茶」という名称は宋代になって一般的に用いられるようになったと言われる。その形状は円形に限らず、球形・半球系・方形・中央に穴の空いた銭団茶など様々である。
現代の固形茶は製造法による分類では緊圧茶に属する。その中には「黒茶磚」など、団茶を思わせる名称の茶も存在するが、現代の緊圧茶は一旦完成させた葉茶を蒸圧で大きく固めたものであり、明代以前の茶葉を粉砕して作られていた団茶とは異なる製法で作られている物である。

## 歴史
唐代の陸羽が著した『茶経』によれば、南北朝時代には蒸した茶葉を杵と臼で搗き、米膏（のり）と練り合わせて餅状に固める製茶法が存在したという。陸羽の時代の製茶法も基本的には変わらず、当時団茶は「餅茶」と呼ばれていた。餅茶は茶の保存性を高めるための方法であり、薬研と同系の臼で粉砕して抹茶にし、塩を加え、肉桂や生姜などの香草を混ぜて香り付けして飲まれた。茶史ではこの喫茶法を「団茶法」と呼んでいる。
団茶の製茶法は唐代まで基本的には変わらなかったが、五代十国時代には杵臼ではなくすり鉢で更に細かく粉砕する研膏茶や蝋面茶という高級固形茶が現われ、宋代に継承されて後述する龍鳳茶へと発展した。団茶の製法が変化するとともに、餅茶に代わって団茶という名称が一般化する。一方、『宋史』によれば、宋代には茶の類別は固形茶の系統を指す「片茶」と、葉茶の系統を指す「散茶」の2種に整理された。片茶の中でも龍団・鳳餅と呼ばれた高級品は朝廷への献上品（貢納茶〔zh:贡茶〕）として有名であり、欧陽脩の『帰田録』には、小龍団の価格は金2両だが、たとえ金があっても手に入れられないと述べられている。
明代に入り、初代皇帝の朱元璋は宋・元朝と続いた宮廷専用の龍鳳茶を、民力の浪費として廃止した。これを契機として団茶と抹茶は中国茶史上では一旦衰退した。団茶は専ら輸出用の茶として生産されるようになり、辺境の人々が飲む茶という意味で「辺茶」とも呼ばれた。清代には発酵・半発酵茶が作られる様になり、黒茶系のプーアル緊圧茶や、紅茶や緑茶を加工した磚茶と呼ばれる方形の団茶がチベットやモンゴルなど各地に輸出され、独特な喫茶文化を育み現在に至っている。

## 日本での団茶
団茶は、日本には平安時代に最澄や空海といった唐に留学していた僧によってもたらされることとなり、嵯峨天皇を中心とした宮廷貴族に愛飲された。 
しかし、遣唐使が廃止されると、やがて団茶の人気も衰退してしまい、日本において団茶はそれ以後流行せず、一時的な流行となった。
高知県の碁石茶は、この団茶が原型といわれている。